# 道の駅えんべつ富士見
道の駅えんべつ富士見（みちのえき えんべつふじみ）は、北海道天塩郡遠別町にある国道232号の道の駅である。

## 沿革
1993年（平成5年）4月22日に道の駅富士見として、現在の敷地の近く（富士見46-1）に開駅した。その後2020年（令和2年）4月24日に現在の場所に移転、道の駅えんべつ富士見としてリニューアルオープンした。

## 主な施設
- 駐車場：77台
- トイレ（24時間利用可能）：20器
- ファーストフード 営業時間は、10:00 - 18:00
- レストラン 営業時間は、11:00 - 18:00
- 売店 営業時間は、10:00 - 18:00
- パークゴルフ場（3コース）
- キャンプ場
- ログハウス
- 公園「富士見ヶ丘公園」
- 公園「遠別川河川公園」
- 海水浴場「みなくるび〜ち」

## 休館日
- 毎週火曜日
- 年末年始（12月29日 - 1月3日）

## アクセス
- 国道232号

## 周辺
- 遠別川
- 旭温泉
- 遠別ラジオ中継局 道の駅から約100mの場所にNHKの中継局がある。なお民放の中継局は別にあり、同町北浜地区の北海道遠別農業高等学校のさらに北にある。